# Girls Fall like Dominoes
Girls Fall like Dominoes è un brano musicale della rapper trinidadiana Nicki Minaj, estratto come sesto singolo dal suo album di debutto, Pink Friday. Il brano è stato scritto da Onika Maraj, J. R. Rotem, Robbie Furze, Millo Cordell, Cleveland Browne, Greville Gordon e Wycliffe Johnson e prodotto da J. R. Rotem. È stato pubblicato l'11 aprile 2011 in Australia e il 15 aprile nel Regno Unito.
Il singolo ha ricevuto critiche generalmente positive. DJBooth ha valutato Girls Fall like Dominoes con tre stelle e mezza su cinque, dicendo che la canzone è ciò che tutti si sarebbero aspettati da una collaborazione fra Nicki Minaj e J. R. Rotem. Dan Martin di New Musical Express ha messo Girls Fall like Dominoes alla seconda posizione nella lista di "canzoni assolutamente da ascoltare", affermando che Nicki valorizza la canzone della quale Girls è una sample (Dominoes dei The Big Pink).

## Tracce
Download digitale
1. Girls Fall like Dominoes - 3:22
2. Girls Fall like Dominoes (Distance Remix) - 3:50

## Classifiche
| Classifica (2011) | Posizione massima |
| ----------------- | ----------------- |
| Australia         | 99                |
| Irlanda           | 13                |
| Nuova Zelanda     | 28                |
| Regno Unito       | 24                |